# Maidla (Märjamaa)
Pour l’article homonyme, voir Maidla (Juuru).
Maidla est un village de la commune de Märjamaa du comté de Rapla en Estonie.